# Meyers bronskoekoek
De Meyers bronskoekoek (Chalcites meyerii, synoniem Chrysococcyx meyeri) is een vogel uit de familie Cuculidae (koekoeken). De vogel is genoemd naar de Duitse natuuronderzoeker Adolf Bernhard Meyer.

## Verspreiding en leefgebied
Deze soort is endemisch in Nieuw-Guinea.